# Магнитоакустическая эмиссия
Магнитоакустическая эмиссия (МАЭ)— совокупность акустических колебаний возникающих в ферромагнетике при его перемагничивании.

## Общие сведения
При исследовании перемагничивания ферромагнетиков различают электромагнитный эффект Баркгаузена и акустическую эмиссию Баркгаузена (магнитоакустическая эмиссия) . Причём магнитоакустическая эмиссия не всегда сопровождается скачками Баркгаузена и, наоборот, скачки Баркгаузена не всегда сопровождаются магнитоакустической эмиссией.
Источником магнитоакустической эмиссии при перемагничивании ферромагнетиков, по современным представлениям, являются локальные участки магнитострикционных деформаций, происходящих при перестройке доменных границ.
Возникающие упругие колебания имеют довольно широкий диапазон частот и могут быть зарегистрированы с помощью пьезопреобразователей .

## История вопроса
В 1919 году в Германии Баркгаузеном было обнаружено скачкообразное изменение намагниченности ферромагнетика. При этом в катушке, намотанной на образец индуцировались импульсы Э.Д.С. Этот эффект получил название эффект Баркгаузена . В 1924 году Хипс обнаружил, что при перемагничивании ферромагнетика, помимо скачков Э.Д.С. в намотанной на образец катушки, происходит образование акустического шума . В результате чего, каждый скачок является источником механических колебаний всего образца. Это явление получило название магнитоакустической эмиссии и объяснялось тем, что магнитострикция в образце также менялась скачкообразно.
Про этот эффект практически забыли до 1974 года, пока для регистрации акустических шумов не начали использовать пьезокерамические преобразователи на основе цирконат-титаната-свинца . Был проведён целый ряд экспериментов по возможности использования эффекта магнитоакустической эмиссии для неразрушающего контроля. Выяснилась его чувствительность к изменениям структурного и напряжённо-деформированного состояния ферромагнитного материала. В отличие от электромагнитного эффекта Баркгаузена, позволяющего исследовать только поверхность образца, магнитоакустическая эмиссия несла информацию о перестройке доменной структуры со всего перемагничиваемого объёма.

## Практическое применение
Наибольшее применение метод магнитоакустической эмиссии нашёл в дефектоскопии .
На основе многочисленных экспериментов выяснилось, что явление магнитоакустической эмиссии связано с  двумя процессами: смещением доменных границ, вращением векторов магнитных моментов . При необратимых смещениях нечётных доменных границ  происходит магнитострикционная деформация, которая также происходит скачкообразно.
В работах   подробнейшим образом изучена связь магнитоакустической эмиссии с поведением магнитной доменной структуры. Показано, что параметры МАЭ отражают процессы, связанные с перестройкой магнитных доменов, и обладают высокой чувствительностью к кристаллографической ориентации материала.
Исследования проводились на монокристаллах кобальта в виде дисков и на монокристаллах кремнистого железа в виде полосок. Характерно как для полосок, так и для дисков отсутствие пропорциональной связи между величинами сигналов МАЭ и значениями линейных магнитострикций, измеренными вдоль соответствующих кристаллографических направлений. В области  малых полей, где перемагничивание осуществляется преимущественно смещением доменных границ, параметры МАЭ линейно связаны с результирующей магнитострикцией, представляющих сумму линейных магнитострикций различных кристаллографических направлений или их проекций на направление, параллельное или перпендикулярное магнитному полю, и отражают процессы, связанные с перестройкой нечётных доменов  во всём объёме монокристаллов. С увеличением вклада процессов вращения линейность между МАЭ и магнитострикцией нарушается, что необходимо учитывать при анализе магнитного состояния ферромагнетиков, проводимом с использованием параметров магнитоакустической эмиссии.